# Mathieu Giroux
Mathieu Giroux (* 3. Februar 1986 in Montreal) ist ein ehemaliger kanadischer Eisschnellläufer und Shorttracker.

## Werdegang
Giroux begann seine Karriere im Shorttrack und gewann bei den Juniorenweltmeisterschaften 2003 in Budapest sowie 2005 in Belgrad jeweils die Bronzemedaille mit der Staffel. In der Saison 2006/07 erreichte er in Changchun mit dem dritten Platz über 1000 m seine einzige Podestplatzierung im Shorttrack-Weltcup. Nach der Saison 2007/08 wechselte er zum Eisschnelllauf und nahm im Januar 2009 in Erfurt erstmals am Eisschnelllauf-Weltcup teil, wobei er in der B-Gruppe den 11. Platz über 5000 m und den neunten Rang über 1500 m errang. In der Saison 2009/10 erreichte er mit zweiten Plätzen in der Teamverfolgung in Calgary und in Heerenveen sowie den dritten Platz in der Teamverfolgung in Salt Lake City seine ersten und einzigen Podestplatzierungen im Weltcup. Beim Saisonhöhepunkt, den Olympischen Winterspielen 2010 in Vancouver, wurde er Olympiasieger in der Teamverfolgung und lief auf den 14. Platz über 1500 m. Im folgenden Jahr errang er bei den Einzelstreckenweltmeisterschaften in Inzell den achten Platz über diese Distanz und gewann in der Teamverfolgung die Silbermedaille. In der Saison 2011/12 siegte er bei den kanadischen Meisterschaften über 1500 m und belegte bei den Einzelstreckenweltmeisterschaften 2012 in Heerenveen den 21. Platz über 5000 m, den 13. Rang über 1500 m sowie den vierten Platz in der Teamverfolgung. In der Saison 2013/14 kam er bei den Olympischen Winterspielen 2014 in Sotschi auf den 35. Platz über 5000 m, auf den 19. Rang über 1500 m sowie auf den vierten Platz in der Teamverfolgung und absolvierte in Berlin seinen letzten Weltcup, welchen er in der B-Gruppe auf dem 18. Platz über 5000 m beendete.

## Erfolge

### Olympische Spiele
- 2010 Vancouver: 1. Platz Teamverfolgung, 14. Platz 1500 m
- 2014 Sotschi: 4. Platz Teamverfolgung, 19. Platz 1500 m, 22. Platz 5000 m

### Einzelstrecken-Weltmeisterschaften
- 2011 Inzell: 2. Platz Teamverfolgung, 8. Platz 1500 m
- 2012 Heerenveen: 4. Platz Teamverfolgung, 13. Platz 1500 m, 21. Platz 5000 m

### Persönliche Bestzeiten im Eisschnelllauf
| Disziplin | Zeit         | Datum             | Ort            |
| --------- | ------------ | ----------------- | -------------- |
| 500 m     | 36,27 s      | 23. Januar 2010   | Calgary        |
| 1000 m    | 1:09,60 min  | 30. Dezember 2013 | Calgary        |
| 1500 m    | 1:44,30 min  | 12. Februar 2011  | Calgary        |
| 3000 m    | 3:46,54 min  | 10. Oktober 2013  | Calgary        |
| 5000 m    | 6:24,51 min  | 12. Dezember 2009 | Salt Lake City |
| 10000 m   | 13:34,74 min | 22. November 2009 | Hamar          |

### Persönliche Bestzeiten im Shorttrack
| Disziplin | Zeit         | Datum            | Ort       |
| --------- | ------------ | ---------------- | --------- |
| 500 m     | 43,260 s     | 30. Oktober 2005 | Reims     |
| 1000 m    | 1:27,831 min | 22. Oktober 2006 | Changchun |
| 1500 m    | 2:13,750 min | 30. Oktober 2005 | Reims     |